# Belhadj Djilali Mehdi
Belhadj Djilali Mehdi  est un footballeur professionnel marocain,  né en 1934 à Casablanca.
Recruté par le Nîmes Olympique de Kader Firoud, il n'arrive pas à s'imposer dans l'effectif durant ses 4 saisons au club.
Pour la saison 1959-1960 il rejoint le SC Toulon, lui aussi en D1

## Palmarès
- Championnat de France
  - vice-champion : 1958, 1959 (avec le Nîmes Olympique)

## Sources
- Marc Barreaud, Dictionnaire des footballeurs étrangers du championnat professionnel français (1932-1997), l'Harmattan, 1997.